# Pattaya United Football Club
Il Pattaya United Football Club (Thai: สโมสร ฟุตบอล พัทยา ยูไนเต็ด) è una società calcistica con sede in Thailandia a Pattaya, nella provincia di Chonburi. Il club gioca nella massima divisione del calcio thailandese, la Thai Premier League. I loro "cugini" sono il Chonburi FC e FC Sriracha. Il nome della società di provenienza è Coke Bangpra Chonburi FC che ha modificato il nome per Pattaya United nel 2009.

## Descrizione

### FC-Coke Bangpra Chonburi
Il club fu fondato con il nome di Coca-Bangpra Chonburi FC, che deriva dallo sponsor e la comunità Bang Phra (บาง พระ) nel quartiere di SiRacha, la provincia di Chonburi. Dopo diversi anni nel campionato provinciale Thailandese, il club è stato promosso nella Thai Premier League nel 2007. Nella prima stagione in massima serie, la squadra ha terminato in 11ª posizione nella finale di stagione.
Il team si trasferisce a Pattaya per la stagione 2009 e cambiò il nome in Pattaya United (detti i delfini), nella loro prima stagione con il nuovo nome del team sono arrivati all'11ª posizione, sono riusciti ad evitare la retrocessione vincendo con il Chula United per 1 a 0. Mentre sul campo la squadra non ottiene grandi risultati, fuori dal campo il numero dei fan è cresciuto in media di circa 5.000 persone nel 2010. Il Pattaya United ha molti sostenitori europei e australiani e l'atmosfera delle partite in casa è molto accesa.
I club rivali sono il Navy Rayong e il Muangthong United, rispettivamente nella provincia di Chonburi e Bangkok. Come richiamo ai fan del Coca-Bangpra FC, la maglia delle trasferte è dello stesso colore di quella vecchia, di quando giocavano in casa, rosso-nero.

## Palmarès

### Altri piazzamenti
- Thai League 2:

Secondo posto: 2015
Terzo posto: 2007
- Coppa della Regina:

Semifinalista: 2009